# Podoficer dyżurny
Podoficer dyżurny – wyznaczony spośród podoficerów i starszych szeregowych (starszych marynarzy).
Podoficer dyżurny podlegał dowódcy i szefowi kompanii, a pod względem służby - oficerowi dyżurnemu jednostki. Podoficerowi dyżurnemu podlegał dyżurny kompanii.
Podoficer dyżurny kompanii (baterii) odpowiadał za przestrzeganie dyscypliny i porządku wojskowego w kompanii. Miał prawo wydawać żołnierzom zasadniczej służby wojskowej rozkazy wynikające z obowiązków określonych w instrukcji pełnienia służby.
Dodatkowe uprawnienia:
- przestrzeganie norm współżycia i zasad koleżeństwa przez wszystkich żołnierzy pododdziału;
- sprawiedliwy, równomierny podział prac porządkowych,
- meldowanie dowódcy pododdziału o wszelkich uchybieniach na terenie pododdziału; a w wypadkach drastycznych - niezwłocznie melduje oficerowi dyżurnemu jednostki;
- sprawdzanie wyglądu zewnętrznego umundurowanych żołnierzy zasadniczej służby wojskowej wychodzących z rejonu zakwaterowania.

Współcześnie (2023) funkcja ta nosi nazwę dyżurnego pododdziału.